# تكملة المعاجم العربية

غلاف الجزء العاشر - الحادي عشر من كتاب تكملة المعاجم العربية

غلاف الكتاب الأول من النسخة الأصلية باللغة الفرنسية (Supplément aux dictionnaires arabes) لكتاب تكملة المعاجم العربية

تكملة المعاجم العربية أو المستدرَك (Supplément aux dictionnaires arabes بالفرنسية) معجم من تأليف المستشرق الهولندي رينهارت دوزي عام 1881، لم يفرق فيها بين الكلمات العربية العامية والكلمات الفصيحة مع مرادفاتها الفرنسية وأسمائها العلمية، مما بقي المعجم لانتقادات كثيرة، بينما يعد المعجم مرجعا للكلمات العامية والتي لم تضف إلى معاجم اللغة العربية.

## انتقاد المعجم
يحتوي المعجم على كلمات عامية كثيرة أضافها رينهارت دوزي دون أن يحلل طبيعة هذه الكلمات وطريقة ظهورها، لا توجد إشارة إلى أن هذه الكلمات لها استعمال محصور في بعض الأقطار العربية إذ كان المؤلف يزيل هذه الإشارة إذا وجدها مؤكدة في المراجع التي نقل منها. هذا جعل من المعجم خليطا من الكلمات العامية والفصيحة، ولذلك فالمعجم لا يعتبر مرجعا للغة العربية[بحاجة لمصدر]، ويرى إبراهيم بن مراد أن الكتاب إضافة مهمة جداً إلى المعجم العربي.

## روابط خارجية
- رابط الكتاب على موقع الشاملة
- رابط الكتاب على موقع المعجم العربي